# Новотамбовлаг
Новотамбовла́г (Новотамбо́вский исправи́тельно-трудово́й ла́герь) — подразделение, действовавшее в системе исправительно-трудовых учреждений СССР.

## История
Новотамбовлаг был создан в 1938 году. Управление Новотамбовлага располагалось в городе Комсомольск-на-Амуре, Хабаровский край. В оперативном командовании он подчинялся первоначально Главному управлению исправительно трудовых лагерей (ГУЛАГ) НКВД, затем был переподчинён Управлению исправительно-трудовых лагерей и колоний Управления НКВД Хабаровского края, в 1940 году вновь вошёл в состав ГУЛАГ и в следующем году был подчинён Главному управлению лагерей лесной промышленности.
Максимальное единовременное количество заключённых могло составлять около 15 000 человек.
Новотамбовлаг прекратил своё существование в 1941 году после вхождения его подразделений в состав Нижне-амурского исправительно-трудового лагеря.

## Производство
Основным видом производственной деятельности заключённых были лесозаготовки.

## Начальники лагеря
- кап. ГБ Борисов-Лендерман С. И., с 19.08.1938 по 16.03.1940
- Ориентлихерман Г. М., с 17.04.1940 по 05.09.1944
- зам. нач. — кап. ГБ Грицук А. М., с 13.03.1941 — ?